# Animafac
 (septembre 2014).
Animafac est un réseau d'associations étudiantes créé en 1996, qui a pour but de permettre aux associations étudiantes de mener à bien leurs projets collectifs, en se basant sur l'échange d'expériences et de pratiques entre associations. Impulser des dynamiques inter-associatives, donner à voir les initiatives étudiantes et une jeunesse engagée font aussi partie de ses objectifs.

## Fondements
Réseau d’échanges d’expériences et centre de ressources pour les initiatives étudiantes, Animafac a été créé en 1996 par des associatifs étudiants. Un double constat est à l'origine de ce projet :
- la massification de l'enseignement supérieur au cours des années 1980 et 1990 implique un fort éclatement des sites universitaires (ouverture d'IUT, d'antennes universitaires...), qui implique un besoin croissant d'échanges entre des étudiants de plus en plus dispersés sur le territoire ;
- les évolutions des modalités d'engagement des jeunes, qui se retrouveraient selon lui de moins en moins dans le syndicalisme étudiant, mais seraient mus par des envies d'actions plus thématiques.

## Actions
Pour informer les associatifs étudiants et les accompagner dans leurs projets, le réseau propose :
- des formations à la vie associative et à la conduite de projets à travers toute la France
- des rencontres nationales et régionales
- un site Internet totalement interactif, comportant de nombreuses ressources pratiques et intellectuelles
- une lettre électronique bimensuelle
- une collection de guides et de fiches pratiques

### Organisation thématique
Pour répondre à la diversité des attentes et des préoccupations des associations, le réseau anime des chantiers thématiques qui permettent de travailler aux niveaux national et régional entre associations spécialisées d'une dizaine de champs thématiques.

### Organisation géographique
Localement, des animateurs et animatrices réseau inscrivent les associations étudiantes d’un territoire dans un réseau d’échange de pratiques et de mutualisation des savoir-faire. Les associations nationales disposent également d’un espace spécifique de rencontre et de coordination.

### Campagnes nationales
Le réseau coordonne en outre des campagnes de sensibilisation, comme la campagne de promotion de l’engagement Engageons 2017 et développe régulièrement différents programmes sur les thématiques de l’Europe, la citoyenneté, la lutte contre les discriminations ou encore l'économie sociale et solidaire.

### Forum national des initiatives jeunes

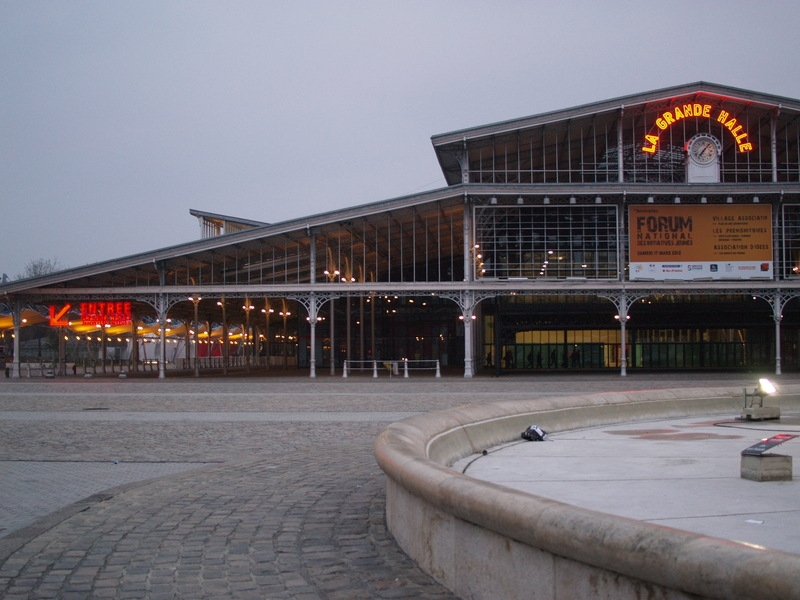
Le Forum national des initiatives jeunes

Animafac a organisé le 17 mars 2012 à la Grande halle de la Villette le Forum national des initiatives jeunes ayant pour but de présenter l'engagement associatif des jeunes à travers différents espaces thématiques ainsi qu'un festival.

### Politique
Dans l'entre-deux-tours de l'élection présidentielle de 2017 qui oppose Marine Le Pen et Emmanuel Macron, Animafac appelle implicitement dans une tribune avec soixante autres associations à faire barrage à la candidate FN.

### Innovation sociale
Animafac développe différents projets dans le domaine de l'innovation sociale. Il s'agit notamment d'un appel à projets à destination des étudiants portant des initiatives socialement innovantes, La Riposte, mais également d'un dispositif appelé Pro'Pulse qui a pour objectif de faciliter l'insertion professionnelle des jeunes dans l'économie sociale et solidaire. Le 11 octobre 2018, Animafac a reçu, pour Pro'pulse, la médaille de la ville de Paris.

## Organisation et représentation

### Conseil d'administration
Juridiquement, le réseau Animafac est une association loi de 1901 liée à la Ligue de l’Enseignement. L'association est dirigée par un conseil d'administration. Ce conseil d'administration est composé de 24 associations, représentant la diversité thématique et géographique du réseau, élues pour des mandats de deux ans.

### Assemblée générale

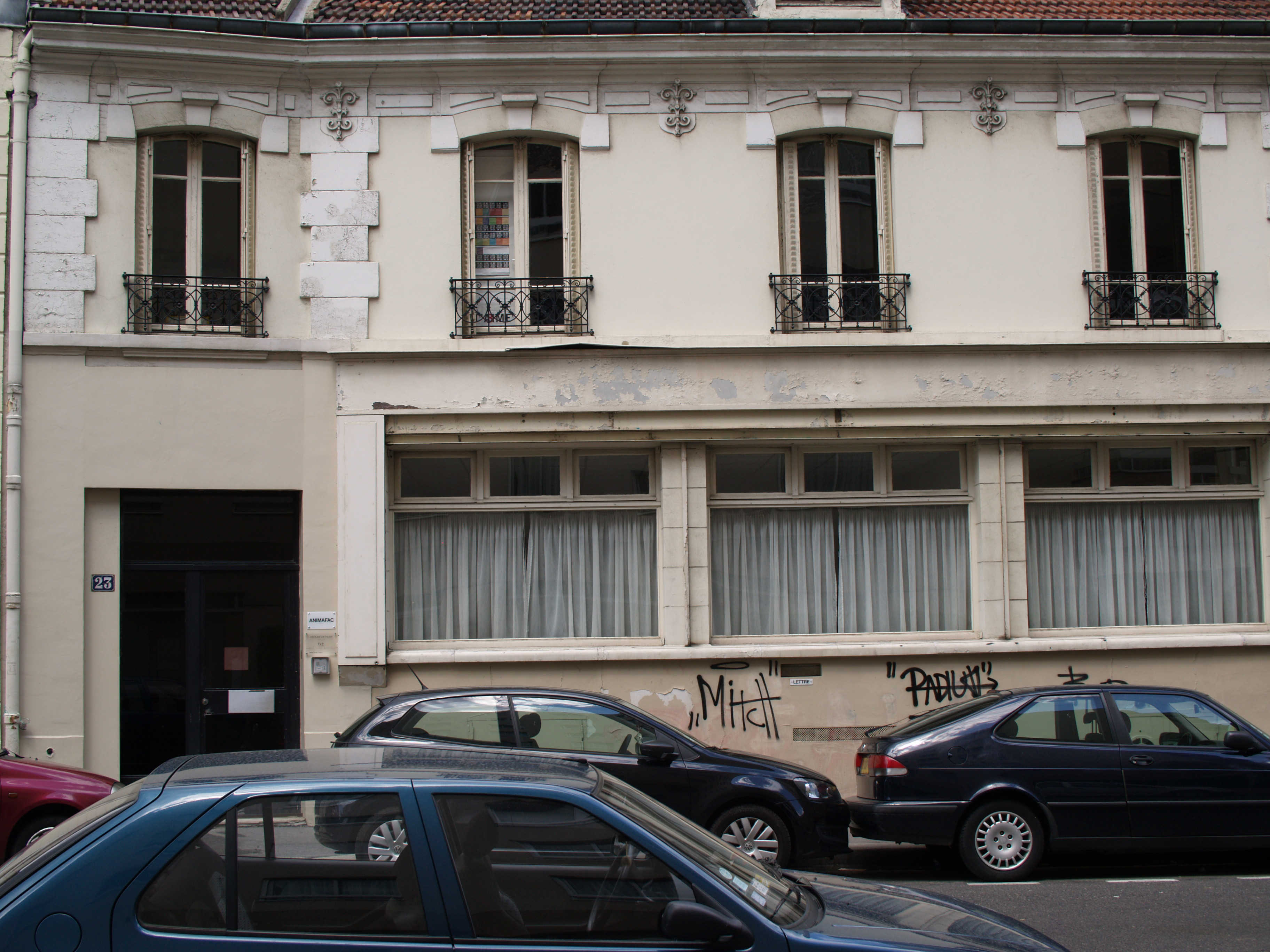
Le siège d'Animafac à Paris

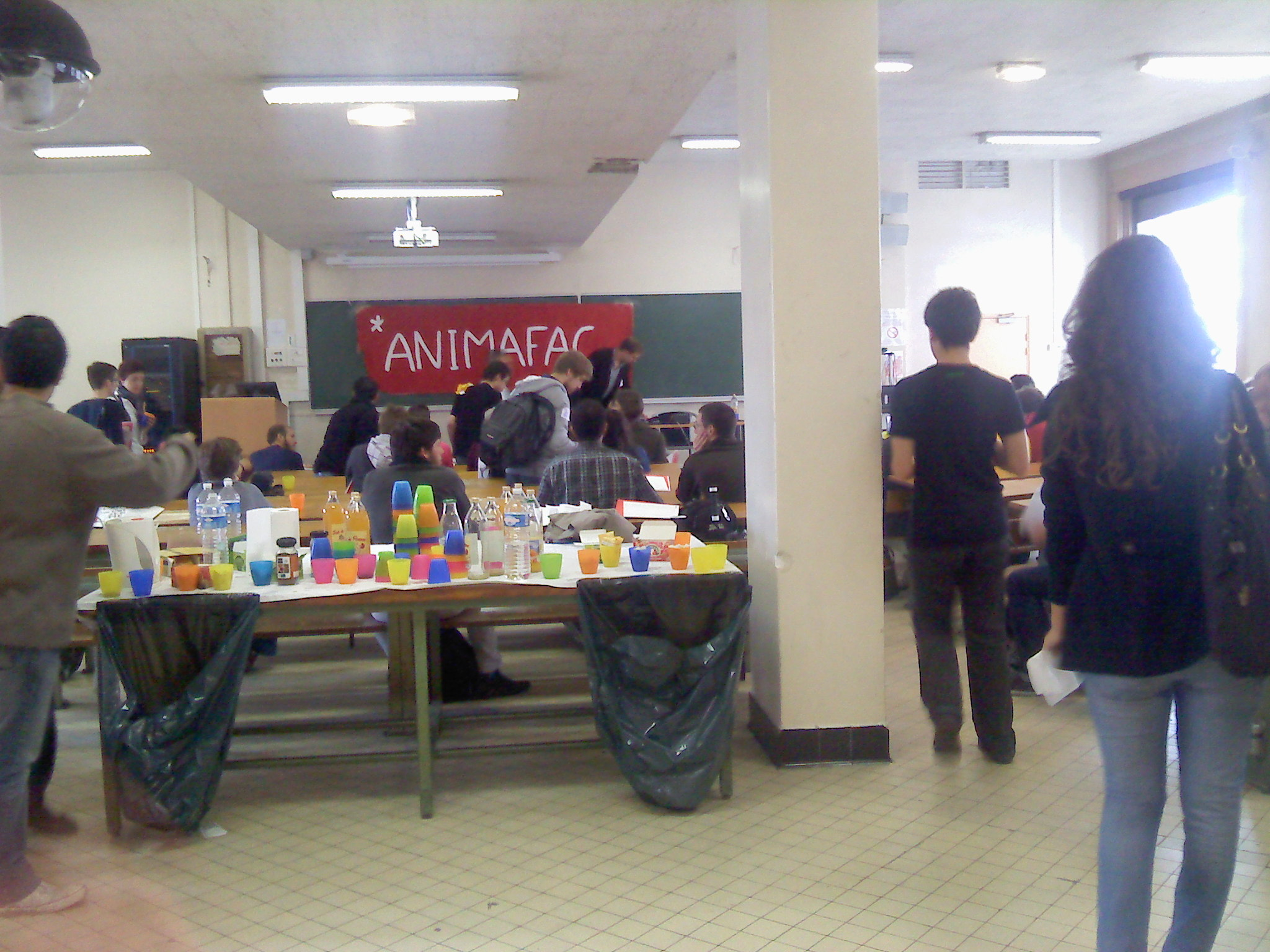
L'assemblée générale d'Animafac, le 18 juin 2011 à l'université Paris-Descartes

Chaque année, l'assemblée générale a lieu en juin à Paris et elle est l'occasion de renouveler de moitié le conseil d'administration.

### Bureau
La composition du bureau d'Animafac pour 2020-2021 est la suivante :
- Président : Loris Birkemeyer, Les Jeunes Européens
- Trésorière : Myllane Kebir – REFEDD
- Vice-Président : Evan Cholvy – Phénomène
- Vice-Présidente : Elisa Desbrosses – HeForShe
- Vice-Président : Christophe Gaydier – Etu’recup
- Vice-Présidente : Anne-Sophie Robineau – Cheer Up
- Déléguée générale : Claire Thoury

### Équipe permanente
Animafac compte également une équipe professionnelle d'une vingtaine de salariés et une équipe d'animation de réseau composée d'environ 30 volontaires.

### Financement
L'organisation reçoit l'essentiel de ses financements dans le cadre d'une convention pluriannuelle d’objectifs signée avec le ministère de l'enseignement supérieur et de la recherche.

### Fédérations et représentation
Réunissant de nombreuses fédérations nationales thématiques (le Génépi, la Confédération nationale des Junior-Entreprises, Radio Campus France, Étudiants et Développement, le REFEDD, etc.), Animafac représente le monde associatif étudiant au sein du Mouvement associatif, qui est l'expression politique fédérée des associations françaises. Une des représentantes du réseau participe au bureau du Conseil national de la vie associative où elle est chargée du suivi de la mise en place du statut de volontaire. Animafac est également élu depuis fin 2011 au groupe Associations du Conseil économique, social et environnemental (CESE), la troisième chambre de la République, représentant la société civile. Animafac est membre fondateur du Comité du service civique associatif. 

## Publications
- Elsa Perez (préf. Jean-Claude Detilleux), Associations durables : Comment éco-responsabiliser ses pratiques associatives ?, Animafac, octobre 2010, 1re éd., 16 p. (présentation en ligne, lire en ligne)
- Bastien Engelbach, Camille Legault et Camille Désormeau, Agir pour l'insertion professionnelle, Animafac, décembre 2010, 1re éd., 96 p. (présentation en ligne, lire en ligne)
- Jean-Michel Onillon, Guide du volontaire : Effectuer un service civique au sein du réseau Animafac, Animafac, septembre 2011, 2e éd., 15 p. (présentation en ligne, lire en ligne)
- Guide du porteur de projet, Animafac (présentation en ligne, lire en ligne)
- S'engager pour la diffusion des savoirs, Animafac (présentation en ligne)
- Agir pour l'accueil des étudiants internationaux, Animafac (présentation en ligne)
- Organiser un festival culturel, Animafac (présentation en ligne, lire en ligne)
- Associations responsables : Comment réduire les risques lors d’événements festifs ?, Animafac (présentation en ligne, lire en ligne)
- Financer son projet à Paris, Animafac (présentation en ligne, lire en ligne)
- Agir pour l'environnement, Animafac (présentation en ligne, lire en ligne)
- Agir pour le commerce équitable, Animafac
- Associations engagées : L'art au service d'une cause, Animafac (présentation en ligne, lire en ligne)
- Patrice Renard (dir.) (préf. Philippe Salles), Donner corps à une idée : Le guide du porteur de projet, Animafac, mai 2001, 46 p.
- Sophie Caillat, L'économie sociale à portée de main, Paris, Animafac, juin 2004